# Смертельна битва: Спадщина
«Смертельна битва: Спадщина» (англ. Mortal Kombat: Legacy) — американський вебсеріал, заснований на відеоіграх серії Mortal Kombat. 11 квітня 2011 року серіал дебютував на каналі Machinima.com в YouTube. Другий сезон був випущений в повному обсязі 26 вересня 2013 року.
Передумови створення серіалу з'явилися після успіху короткометражного фільму режисера Кевіна Танчароен під назвою «Смертельна битва: Переродження», який досить реалістично відображає передісторію оригінальної гри. На той час режисер планував зйомки повнометражного фільму, тому представив концепцію для Warner Bros., але в компанії відмовилися підтримати фільм, навіть не дивлячись на увагу і позитивний відгук фанатів. Замість цього Кевіну Танчароену дозволили знімати вебсеріал

## Сюжет
Перший сезон представляє собою низку історій, пов'язаних між собою лише участю персонажів у турнірі «Смертельна битва». Кожна з історій присвячена подіям, раніше лише згадуваним в міфології серії ігор, і тим, що відбувається ще до (або під час) десятого турніру «Смертельної битви», показаної в першій грі.
У другому сезоні буде також продовжено розповідь про попередні події, після чого всі події будуть об'єднані в одну історію, присвячену подіям на самому турнірі.

## Розробка персонажів
Працюючи над серіалом, Танчароен взяв образ декількох ключових персонажів зі своєї попередньої короткометражки Смертельна битва: Переродження (Джакс, Соня Блейд, Джонні Кейдж), запросивши і акторів, які їх зіграли. Решта персонажів були або змінені (Барака, Шан Цзун), або зовсім не потрапили в серіал (Рептилія). Інші персонажі були розроблені вже відразу для серіалу.

### Персонажі першого сезону
Скорпіон
15 січня 2011 Йен Ентоні Дейл підтвердив своє повернення до ролі Скорпіона. 25 лютого Танчароен опублікував дві технічні фотографії, які на думку фанатів, натякали на Саб-Зіро і Скорпіона. 3 березня Танчароен опублікував фото зі Скорпіоном в засніженому лісі, а на наступний день, 4 березня опублікував ще одне фото з вирваним хребтом, жартівливо запропонувавши фанатам вгадати результат якого дії (добивання або дружби) так вийшло.
Пізніше Танчароен розповідав, що був вельми вражений, побачивши Скорпіона в його костюмі.
Джакс
Спочатку образ детектива Джексона Бріггса (його зіграв Майкл Джей Вайт) був представлений в короткометражці Смертельна битва: Переродження. Танчароен для свого серіалу взяв звідти як персонажа, так і запросивши актора, який зіграв цю роль. Історії Джакса присвячені перші два епізоди серіалу. Там розповідається, як Джакс в порушення всіх посадових інструкцій відправляється рятувати свою напарницю Соню Блейд, вступає в сутичку з Кано і в підсумку залишається покаліченим сам.
Перша офіційна фотографія Джакса була опублікована Танчароеном в його Twitter — профілі 8 березня. В інтерв'ю порталу IGN Майкл Джей Вайт розповів, що історія Джакса, Соні і Кано буде розвиватися в нашій реальності «з додаванням ймовірно 15 відсотків надприродного», а Тім Картер (продюсер серіалу) додав, що "кожен набір епізодів буде присвячений різним персонажам і різним моментам гри. Наприклад, історія Соні / Джакса / Кано дуже близька до того, що було в короткометражці — сувора поліцейська історія. Але якщо ми візьмемо інших персонажів гри, а вони існують у вигаданому світі, то ми вирушимо в цей вигаданий світ разом з ними.
Соня Блейд
Як і у випадку з Джаксом, образ Соні Блейд був узятий з «Переродження», аналогічно було запропоновано зіграти її знову актрисі Джері Райан. 25 січня вона підтвердила надіслену їй пропозицію про повернення до вже знайомої їй ролі Соні Блейд. 6 лютого вона підтвердила свою згоду на участь в зйомках, попутно повідомивши про підготовлюваний виїзд на зйомки в Ванкувер. 12 лютого Джері Райан в своєму мікроблозі на Twitter.com опублікувала перші фотографії зі зйомок. 23 лютого, коли зйомки серіалу вже закінчувалися, було опубліковано перше офіційне фото серіалу із зображенням Соні Блейд.
Кано
Деррен Шахлаві став третім актором, офіційно заявленим WB в ролі Кано. Його персонаж з'являється в трьох серіях з дев'яти, в перших двох з яких він є одним з головних персонажів, а в третій серії, події якої відбуваються раніше, він є лише одним з другорядних персонажів. У серіалі Кано представлений як один з керівників організованої злочинної групи «Чорний дракон», особисто контролює поставки вкрадених комплектуючих про складу Міністерства оборони США для створення кіборгів клану Лін Куей. У минулому в його плани вельми активно втручалася Соня Блейд, в результаті чого він вбив її попереднього напарника (до Джакса), і намагається вбити і саму Соню, демонструючи свій одночасно садистський і сексуальний інтерес до неї.
Шахлаві на зйомки запросив Лорнелл Стовалл, хореограф серіалу, який надіслав декількома місяцями раніше йому лист із згадкою про те, що хоче «подекуди його задіяти». Пізніше, коли Шахлаві дізнався про підготовку до зйомок вебсеріалу, то попросив свого агента дізнатися про можливості його участі в ньому, а паралельно з цим зв'язався зі Стовалл. Танчароен раніше вже бачив фільм Іп Ман 2, тому погодився на запропоновану Стоваллом кандидатуру Шахлаві. Однак хтось, відповідальний за кастинг, забув повідомити Шахлаві про дату прослуховування. Тоді Стовалл за кілька днів до зйомок подзвонив Деррену по телефону і повідомив, що вони провели кастинг і хотіли б запросити Шахлаві. До цього моменту вже було пізно що-небудь міняти в хореографії, тому Шахлаві не міг що-небудь додати в сцену сутички з Джаксом чого-небудь від себе. До моменту його прибуття на знімальний майданчик зйомки проходили вже весь день і у команди була лише пара годин на зйомку поєдинку.
Як він сам зізнався в одному з інтерв'ю, Шахлаві ще до зйомок був знайомий із всесвітом MK, правда здебільшого за фільмами і саундтреком до них (зокрема, під цю музику він тренувався), при цьому в ігри практично не грав. Про перший фільм він вперше почув від Робіна Шу, з яким він раніше знімався в одному з фільмів. Під час зустрічі в одному з барів Гонконгу Шу розповів Деррену про зйомки в Смертельній битві і показав фотографії зі зйомок в Таїланді. Пізніше Шахлаві приходив до Шу на зйомках другого фільму, що проходили в Лондоні. Шу тоді сказав, що може допомогти Шахлаві отримати невелику роль у фільмі, але той якраз перед цим отримав одну з головних ролей у фільмі Кривава місяць, в якому в одному з поєдинків бореться з Хакімом Елстона, з яким Робін Шу бився на бо в першому фільмі.
Сам Шахлаві описує свого персонажа як людину, яка любить бути «поганим» і одержує від цього задоволення. Його Кано воліє, щоб його боялися, а не любили. Під час виконання своєї ролі Шахлаві намагався показати прагнення Кано до домінування у всьому, а також спробу стати кимось більшим, ніж просто дрібним шахрайом. Під час зйомок сам Шахлаві не намагався «переграти» Годдарда, оскільки намагався зобразити дещо іншого персонажа, але в першому епізоді додав йому фразу «I'm gonna miss you, baby» (рос. Я буду по тобі нудьгувати, крихітка) як би передаючи привіт Кано у виконанні Годдарда.
Страйкер
15 лютого портал IGN опублікував новину про те, що актор Тамо Пенікетт зіграє лейтенанта Кертіса Страйкера.
Джонні Кейдж
Про появу цього персонажа в серіалі було оголошено в офіційному прес-релізі WB, випущеному 24 січня. 17 лютого (напередодні зйомки відповідного епізоду) Метт Маллінз через Twitter — аккаунт оголосив, що знову зіграє цього персонажа. 26 лютого у відповідь на запитання одного з користувачів Танчароен підтвердив, що Джонні Кейдж в серіалі продемонструє свій коронний удар в пах.
Міліна
Першою згадкою про появу Міліни в серіалі можна вважати фотографію їх поєдинку з Кітаной, викладену Танчароеном в своєму Twitter — профілі 15 березня. У трейлері, опублікованому 12 квітня, були представлені фрагменти цього боюh. У трейлері можна було помітити специфічні шрами на щоках Міліни, що натякають на її щелепи, успадковані від таркатанів (згідно міфології ігрової серії). 20 квітня Джолін Трен в своєму Twitter — профілі у відповідь на питання про участь в серіалі підтвердила, що є виконавицею ролі Міліни. Тоді ж, на питання про те, як потрапила в серіал, Джолін відповіла, що «її друг працює над ним і запропонував їй взяти участь в ньому». 30 квітня Танчароен опублікував картинку з мультяшним зображенням Міліни і підписом «Що не так, юна Міліна?». Дочка Жана-Клода Ван Дамма — Бьянка Брі — проходила проби на цю роль.
Барака
Перша фотографія з даним персонажем була опублікована Танчароеном 15 березня, причому на фотографії було видно лише руки і клинки Бараки. Однак, цього було достатньо, щоб помітити відмінності від способу, продемонстрованого в короткометражці Смертельна битва: Переродження: іржавий колір лез, змінена раса персонажа (в короткометражці він був представлений людиною, тоді як новий образ став ближче до ігрового, тобто напівдемона). Роль Бараки виконав бразильський актор Латіф Кроудер. Вперше зовнішній вигляд Бараки був показаний в трейлері серіалу 12 квітня, а 15 квітня була опублікована стаття в The New York Times, що містила фотографію Бараки.
Райден
11 лютого Райан Роббінс публікує в своєму Twitter — профілі посилання на зображення Райдена, на наступний день оголосивши, що на наступному тижні візьме участь в зйомках серіалу в ролі Райдена.
16 лютого ця інформація була підхоплена вже багатьма інтернет-порталами. Сам же Роббінс в цей день написав, що починаються зйомки. Починаючи з 17 лютого Роббінс опублікував кілька фотографій з локацій, де відбувалися зйомки. Увечері 17 лютого Роббінс написав, що його час зйомок закінчились (тривали 2 дні).
4 березня Танчароен опублікував фото Райдена, запропонувавши шанувальникам вгадати хто це. Спочатку фанатами висловлювалися різні припущення, однак через те, що на той час вже було відомо, що Райан Роббінс (а на фото був саме він) грає Райдена, стало точно відомо, що на фотографії зображений саме цей персонаж.
Сам Танчароен пізніше говорив, що під час зйомок історії про Райдена він вважав за краще власний погляд на цього персонажа, використавши стилістику, близьку до стилістики «Переродження».
Шао Кан
27 квітня було опубліковано інтерв'ю з Алексом Пауновічем, в якому актор розповів про те, що його роль в серіалі досить невелика, при цьому там же була вперше опублікована фотографія його персонажа (незважаючи на те, що він миготів в трейлері, зблизька його не показували).
Сайракс
Як згодом в інтерв'ю розповідав Шейн Воррен Джонс, про підготовлювані зйомки серіалу він дізнався від пари друзів, які раніше працювали над «переродження». Джонс пройшов відбір буквально за тиждень до початку зйомок, в найближчі вихідні вилетів на місце зйомок, а ще через два дні почалися зйомки дев'ятого епізоду з його участю.
2 червня 2011 року Танчароен опублікував чорнову фотографію Сайракса-кіборга в профіль. 7 липня вебсайт Shock Till You Drop опублікував фотографію з Сайраксом і Сектором з підготовлюваної на той момент до виходу дев'ятій серії, на якій був зображений момент зняття маски Сайракса. Незадовго до виходу дев'ятій серії, 16 липня 2011 року Танчароен опублікував ще один кадр з Сайраксом і Сектором.
Сектор
7 липня вебсайт Shock Till You Drop опублікував фотографію з Сайраксом і Сектором з підготовлюваної на той момент до виходу дев'ятій серії, на задньому плані якої було видно Сектора, а 16 липня — другий кадр з ними, а ще через кілька днів 20 липня був опублікований кадр з Сектором і гідро, вперше розкриває зовнішній вигляд гідро-кіборга.
Гідро
Вперше про появу Гідро в серіалі стало відомо з опублікованого Танчароеном кадру з 9го епізоду MKL..
.
Інші
Блу
27 лютого Танчароен опублікував фотографію, на якій була зображена Трейсі Спірідакос в ролі персонажа «Blue», причому як спеціально зазначив режисер, «Blue» і Кітана — це різні персонажі. Фанатами були висловлені припущення, що це Фрост.

### Персонажі другого сезону
В інтерв'ю, опублікованому 10 травня 2011 року, Танчароен зголосився розповісти в другому сезоні передісторію Кабала, а також ввести в серіал Горо. Танчароен також заявив що в другому сезоні буде розповідати передісторію Кунг Лао і Лю Канга, а також ввести в серіал брата Горо — Дюрака.
Пізніше було представлено відео, в якому Танчароен розповідає про свої плани щодо другого сезону, зйомки якого почнуться 28 листопада 2012 року. Виходячи з стилізованого списку персонажів, в серіалі з'являться: Кано, Лю Канг (Браян Ті), Кун Лао (Марк Дакаскос), Рейден (Девід Лі Макінніс), Джонні Кейдж (Каспер Ван Дін), Скорпіон (Йен Ентоні Дейл), Саб-Зіро (Ерік Стейнберг), Соня Блейд, Кітана (Саманта Джо), Міліна (Мішель Лі), Джакс, Барака, Страйкер (Ерік Джакобас), Шан Цзун (Кері-Хіроюкі Тагава), Куан Чи, Урмак (Кім До Нгуен), Кенші (Ден Саутворт), Рейн. Також, в трейлері були мигцем помічені Смоук, Сектор і Сайрекс, а також один з Шокану в тигрячої шкурі (швидше за все Кінтаро).
Смертельна битва: Спадщина 2 сезон вийшов.

## Розробка

### Передісторія
8 червня 2010 рік а в мережі Інтернет з'явився короткометражний фільм Кевіна Танчару, пізніше названий як Смертельна битва: Переродження, який викликав великий інтерес як глядачів, так і різних медіа-видань, в результаті швидко набрало більше 10 мільйонів переглядів. Молодий режисер з Лос-Анджелеса Кевін Танчару, на свої гроші зняв цю короткометражку, правами на використання бренду «Mortal Kombat» не володів. Згодом було заявлено, що він хотів продемонструвати дане відео лише керівництву WB, і лише помилково виклав його у відкритий доступ. Однак, замість судових позовів компанія запропонувала йому роботу. WB запропонувала Танчароену зняти серіал на додаток до виходу в квітні грі замість фільму.

### Підготовка до зйомок (січень 2011)
15 січня 2011 року було оголошено про підготовку зйомках невеликого вебсеріалу, який буде доступний лише в мережі Інтернет. Зйомки мали розпочатися в лютому в Ванкувері. В якості режисера виступав знову Кевін Танчар (він також займався і правкою сценаріїв для серіалу), а в якості сценаристів були вказані Тод Хелбінг і Аерон Хелбінг, раніше відомі як сценаристи серіалу Спартак: Кров і пісок. При цьому було зазначено, що Майкл Джей Вайт знову зіграє Джаксона Бріггса, а сюжет буде розвиватися в сеттінгі «Переродження». 24 січня Warner Premiere випустила прес-реліз, який підтверджує відому раніше інформацію, а також було згадано появу таких персонажів як Скорпіон, Джонні Кейдж і Лю Канг. Як термінів виходу на той момент називалася весна 2011 року.

### Період зйомок (лютий 2011)
14 лютого 2011 року, Warner Premiere знову випустила прес-реліз, що офіційно підтверджує участь Майкла Джея Вайта в ролі Джаксона Бріггса, Джері Райан в ролі Соні Блейд, а також Даррена Шахлаві в ролі Кано. Пізніше, в інтерв'ю Танчароен порівнював екранізацію файтінга з постановкою танців, стверджуючи що все це теж хореографія, різниця полягає лише в тому, що тут (під час зйомок) немає музики.

### Підготовка до випуску (березень 2011)
15 березня Танчароен опублікував технічний знімок двох бющихся дівчат, охарактеризувавши його як «Дівчачий бій» (англ. Girl fight). Фанати припустили, що це можливо, Кітана і Міліна (згодом це припущення підтвердилося), але на той момент офіційного підтвердження не було.

## Вихід
Протягом двох днів після виходу першої серії 12 квітня 2011 року вона набрала 3,6 мільйона переглядів і стала найбільшою кількістю переглядів відеороликом на YouTube в Австралії, Великій Британії, Росії та Швеції на той момент. До суботи відеоролик подолав планку в 5 мільйонів переглядів, причому 3,4 мільйона з них були унікальними переглядами (тобто зроблені різними користувачами). Такої надмірної глядацької уваги дало можливість Танчароену і Томасу Гевеке (президент Warner Bros. Digital Distribution) говорити про плани на повнометражну кіноекранізацій.

## Дистрибуція
Спочатку передбачалася цифрова дистрибуція серіалу через сервіси iTunes і Amazon. Однак згодом рішення було змінено і в міру виходу (квітень-червень 2011) серії серіалу викладалися на офіційному Youtube — каналі сайту Machinima.com. Незабаром почали з'являтися аматорські (неліцензійні) перекази. Пізніше Танчароен заявив про намір випустити серіал на DVD / Blu-Ray — носіях. Однак певних планів по випуску дисків на той момент не було. Так, Танчароен в травневому інтерв'ю заявляв, що хоче на дисках з серіалом випустити і безліч додаткових матеріалів (сцени зйомок поєдинків і т. Д.). З приводу термінів на той момент він нічого не знав, сказавши, що плани у керівництва WB на випуск дисків є, але точні терміни невідомі, оскільки називаються різні дати.
20 липня 2011 року серіал був опублікований на iTunes для комерційного завантаження. Список серій включав всі 8 випущених на той момент серій (без фінальної серії про кіборгів), а також відеокоментар режисера.

## Критика

### Епізод 1
Джеромі Едлер у своїй рецензії відзначив жорстку і похмуру кінематографічність серіалу, задану першим епізодом, в цілому вдалий кастинг, проте що стосується хореографії та постановки боїв, він відгукнувся цілком доброзичливо, проте вказавши при цьому, що «бачили і краще». В цілому, він зазначив, що даний продукт дуже непоганий для своєї ніші і поставив серії 4,5 бала з 5 можливихhttp://www.dailyblam.com/news/2011/04/12/jeromys-review-mortal-kombat-legacy-episode-1 Jeromy's Web Series Review: MORTAL KOMBAT: LEGACY Episode 1.

### Епізод 2
У другому епізоді Джеромі Едлер наголосив на підтримці рівня, заданого першим епізодом, але і вказав низку вад. Так, наприклад, він зазначив зайву витрату на переказ першого епізоду, оскільки, на його думку, це корисно лише для телесеріалів, а не для вебсеріалів, так як для того, щоб згадати події попередньої серії вебсеріалу, досить лише зробити ще один клік мишкою, і витрачати на це 15 % часу епізоду — абсолютно безглуздо. У підсумку, помітивши, що історію потрібно розповідати «найбільш ефективним чином», а другий епізод представляє собою «топтання на місці», поставив 4 бали з 5 можливих.

### Епізод 3
На думку Джеромі Едлера третій епізод був позбавлений недоліків другого. Наприклад, немає затягнутого переказу попередніх серій, манера оповіді історії Джонні Кейджа вельми цікава і захоплююча. Окремо автор зазначив згадки телесеріалів 90-х «Dog the Bounty Hunter», «Баффі — винищувачка вампірів» і " Mighty Morphing Power Rangers ". В результаті, на його думку, серія удостоїлася 5 балів з 5 можливих.

### Епізод 4
Джеромі Едлер в цілому досить критично відгукнувся про даний епізод, виставивши йому тільки три бали (менше ніж попереднім). На його думку, у даного епізоду досить багато недоліків. Зокрема, він зазначає, що закадровий розповідь про передісторію Кітани, Сіндел, Шао Кана і Бараки варто було б показувати замість першого епізоду, оскільки в якості четвертого це трохи сповільнює розповідь. Крім того, на його думку, аніме-вставки подаються в не дуже доречних сценах (автор списує це на фінансові обмеження серіалу), що в цілому трохи збиває настрій. Також автор піддає різкій критиці недостатню опрацювання Шао Кана, Шан Цзун і Бараки (називаючи останнього орком з «Володаря перснів»). В цілому, Едлер пише, що даний епізод не володіє духом перших серій, а також йому бракує концепції.

## Цікаві факти
- Кері-Хіроюкі Тагава вже знімався в ролі Шан Цзун в повнометражному фільмі 1995 Смертельна Битва.
- Кері-Хіроюкі Тагава (Шан Цзун), Латіф Кроудер (Барака) і Йен Ентоні Дейл (Скорпіон) вже знімалися разом у фільмі Теккен
- У третьому епізоді першого сезону, в ролі телепродюсера Еда Гудмана, знявся один із творців ігор серії Mortal Kombat Ед Бун